# Dåne liksom åskan bröder
Dåne liksom åskan bröder, med titeln Studentsång, är en sång för manskör komponerad 1830 av Joseph Hartmann Stuntz (1793–1859) och med svensk text av Johan Jolin (1818–1884). Originaltexten "Auf, ihr Brüder, laßt uns wallen" skrevs 1838 av Heinrich Weismann (1808–1890).
Jolin använde sången i en av sina teaterpjäser, Barnhusbarnen eller Världens dom (1849), där den spelar rollen av studentsång som studenterna sjunger när de marscherar in på scenen.  Detta inträffade sålunda innan Prins Gustafs Studentsången något decennium senare blivit den etablerade studentsången i Sverige. 
Sången innehåller de bevingade orden: "Sången ädla känslor föder, hjärtats nyckel heter sång". "Hjärtats nyckel heter sång" var Svenska Sångarförbundets motto.

### Fotnoter
1. ↑  Jäggin, Christoph. ”Burschenliederbuch” (på tyska). sid. nr 27. http://www.christophjaeggin.net/Schriften/a2.pdf. Läst 20 december 2009.[död länk]
2. ↑  Petersohn, Frank. ”Auf, ihr Brüder, laßt uns wallen”. Leader in Lieder. http://ingeb.org/Lieder/aufihrbr.html. Läst 20 december 2009.
3. ↑  Jolin, Johan (1849). Barnhusbarnen eller Verldens dom: skådespel i 5 akter, afdelade i 9 tablåer. Stockholm: Bonnier. Libris 12745177. Arkiverad från originalet den 11 augusti 2010. https://web.archive.org/web/20100811053500/http://www.dramawebben.se/pjas/barnhusbarnen-eller-verldens-dom
4. ↑  Barnhusbarnen eller Verldens dom: fjortonde scenen på Projekt Runeberg